# Ada Buisson
Ada Buisson (26 de marzo de 1839 – 27 de diciembre de 1866) fue una escritora y novelista inglesa, recordada en la actualidad por sus historias de fantasmas.

## Biografía
Ada Buisson nació en Battersea en Surrey. Era la tercera hija del comerciante francés Jean François (también conocido como 'John Francis') Buisson (1797-1871) y de su esposa Dorothy Jane (de apellido de soltera, Smither; 1817–1852). Su hermana mayor era Leontine, quien más tarde se convirtió en maestra, sindicalista, sufragista y activista por los derechos de las mujeres en Queensland, en Australia. Su padre fue declarado en quiebra en 1842, y alrededor de 1850 ella y su familia se mudaron a Brighton, donde su madre murió en 1852. De 1854 a 1855, junto con sus hermanas Leontine e Irma, Estudió Filosofía Moral e Historia Natural en el Bedford College de Londres, un centro exclusivo para mujeres.
Ada Buisson murió en 1866 en Boulogne-sur-Mer, con tan sólo 27 años.

## Obra
Durante su corta vida, Buisson publicó una novela, Put to the test (1865), publicada por John Maxwell. El resto de su obra está formada por una segunda novela, A Terrible Wrong: A Novel (1867), publicada por T. C. Newby, y poco después de su temprana muerte se publicaron varios cuentos. Algunos de sus escritos aparecieron en Belgravia, una revista editada por su amiga la novelista Mary Elizabeth Braddon, a quien conoció a través del marido de Braddon, John Maxwell, el mismo que había editado la primera novela de Buisson. Los escritos de Buisson fueron posteriormente atribuidos erróneamente a Braddon por Montague Summers, la destacada autoridad en literatura gótica.
El cuento de Buisson "The Ghost's Summons", traducido al español como "La cita con el fantasma", fue publicado póstumamente en Belgravia en enero de 1868 y ha formado parte de varias colecciones de historias de fantasmas. Una colección de sus cinco relatos de fantasmas, impresos originalmente en Belgravia, se publicó en 2022 como The Baron's Coffin and Other Inquieting Tales.